# Stribet næbmos
Stribet næbmos (Eurhynchium striatum) er et mos, der findes hist og her i krat og lyse skove. Det kendes på sine stive, buskformede skud med brede, længdefoldede blade. Det videnskabelige navn striatum betyder 'forsynet med fine, parallelle, tætstående fordybninger' og sigter til de længdefoldede blade.
Stribet næbmos er et kraftigt mos, der vokser i løse, buskformede måtter på jorden, ofte i askeskove. Bladene er hjerteformede, 2 mm lange, længdefoldede med en kort spids. Sporehusene, hvis låg er forsynet med et langt næb, findes hist og her. Arten kan forveksles med stor næbmos (Eurhynchium angustirete), der dog har bredere, ikke tilspidsede blade, og grene der ikke smalner af mod spidsen.
Stribet næbmos findes i Europa til 66 grader nordlig bredde. Desuden er den kendt fra Island, Kaukasus, Tyrkiet, Sibirien, Altai og Japan.